# Kanton Manosque-Sud-Ouest
Der Kanton Manosque-Sud-Ouest war von 1973 bis 2015 ein französischer Wahlkreis im Arrondissement Forcalquier, im Département Alpes-de-Haute-Provence und in der Region Provence-Alpes-Côte d’Azur. Sein Hauptort (frz.: chef-lieu) war Manosque. Die landesweiten Änderungen in der Zusammensetzung der Kantone brachten im März 2015 seine Auflösung. Seine letzten Vertreter im conseil général des Départements waren von 1988 bis 2008 Gérard Velin (UDF) und von 2008 bis 2015 Sylviane Chaumont (PS).

## Gemeinden
Der Kanton umfasste einen Teil der Stadt Manosque (angegeben ist hier die Gesamteinwohnerzahl; im Kanton lebten etwa 8000 Einwohner von Manosque) und weitere zwei Gemeinden:
| Gemeinde   | Einwohner Jahr | Fläche km² | Bevölkerungsdichte | Code INSEE | Postleitzahl |
| ---------- | -------------- | ---------- | ------------------ | ---------- | ------------ |
| Manosque   | 22.412 (2013)  | –          | – Einw./km²        | 04112      | 04100        |
| Montfuron  | 207 (2013)     | 18,88      | 11 Einw./km²       | 04128      | 04110        |
| Pierrevert | 3.706 (2013)   | 27,9       | 133 Einw./km²      | 04152      | 04860        |